# 三輪田米山
三輪田 米山（みわだ べいざん、文政4年1月10日（1821年2月12日）- 明治41年（1908年）11月3日）は江戸末期から明治にかけての書家。本名は常貞、また清門。幼名は秀雄。字は子謙。別号は得正軒主人。僧明月、僧懶翁とともに伊予三筆と並び称される。

## 人物・来歴
伊予国久米郡（現在の愛媛県松山市）の日尾八幡神社神官三輪田清敏の長男に生まれる。神官宅は鷹子村、神社は南久米村だが両所は村境を挟んで隣接している。出身地に鷹子村、南久米村の二様があるのはこのためである。
嘉永元年（1848年）、父死去、神官を嗣ぐ。
国学、漢学、和歌を国学者大国隆正に学ぶ。また書を日下陶渓（字・伯巌）を手本に学び、僧明月、細井広沢、王羲之の書法を研究。
明治4年（1871年）、旧松山県より日尾八幡神社祠官に任命。
明治13年（1880年）、隠居。愛媛県中予地方を中心に約3万の揮毫を残す。酒が入らぬと良い書は書けぬと二、三升の酒を浴びるように飲み、倒れる寸前まで飲んでおもむろに筆を取るのが常であったという。書風は豪放磊落にして気宇壮大、雄渾にして天衣無縫、何物にも捉われない破格の書体は、近代書の先駆としていまなお独自の輝きを放つ。また明治天皇の侍侯を務め書の訓導にあたった。
明治41年（1908年）没。享年88。墓所は神社・自宅に近接する四国霊場第49番札所西林山浄土寺。
大阪の山発商店（現・アングル・ミユキ）創業者で佐伯祐三の発掘でも知られる山本発次郎が、米山の書を高く評価し蒐集を始める。戦前に集めたものは戦災で灰燼に帰したが、昭和26年（1951年）には米山を「我が国近世五百年間不世出の大書家」と激賞。
平成19年（2007年）、三輪田米山顕彰会が発足。

## 縁戚
足利三代木像梟首事件の首謀者とされる国学者・三輪田元綱は弟。その妻三輪田眞佐子は三輪田女学校（現三輪田学園中学校・高等学校）の創立者。姻戚に白川義則、船田ミサヲ（操、済美高理事長）がいる。

## 関連書籍
- 『山本発次郎遺稿』（山発産業　1953)
- 浅海蘇山『米山　人と書』(墨美社　1969)
- 高市俊次『瓢壷の夢』(新人物往来社　1987)
- 横田無縫、入山忍、棚田看山『三輪田米山游遊―いしぶみガイド』(木耳社　1994/7)
- 成田山書道美術館『三輪田米山の書―近代という憂いのかたち』 (里文出版　2004/7)
- 鄭麗芸『文人逸脱の書―池大雅・江馬細香・三輪田米山』 (あるむ　2008/6)
- 小池邦夫『三輪田米山の芸術―鳥舞魚躍』(清流出版　2008/11)
- 米山顕彰会『米山の魅惑』(清流出版　2008/12)
- 三浦和尚、福田安典編『三輪田米山日記を読む』(創風社出版　2011/10)